# Pé Verhaegen
Petrus (Pé) Verhaegen (Tremelo, 20 februari 1902 - Leuven, 5 april 1958) was een Belgisch wielrenner. In 1925 won hij het Belgisch kampioenschap veldrijden. In 1926 won hij het eindklassement van de Ronde van België voor Onafhankelijken en won hij ook de Ronde van Vlaanderen voor Onafhankelijken. Verhaegen was beroepsrenner van 1927 tot 1935. In de Ronde van Frankrijk 1927 won hij twee etappes en in de Ronde van Frankrijk 1928 de etappe naar Brest. In 1929 won hij Parijs-Brussel.

## Resultaten in voornaamste wedstrijden
| Jaar | Ronde van Italië | Ronde van Frankrijk | Ronde van Spanje |
| ---- | ---------------- | ------------------- | ---------------- |
| 1927 |                  | 7e (2)              |                  |
| 1928 |                  | 16e (1)             |                  |
| 1929 |                  | opgave              |                  |
| 1930 |                  |                     |                  |

| Jaar | Parijs-Roubaix | Parijs-Brussel |
| ---- | -------------- | -------------- |
| 1927 | 57e            |                |
| 1928 |                |                |
| 1929 |                | Goud           |
| 1930 | 6e             |                |

- Bibliothèque nationale de France: cb177495132 (data)
- Virtual International Authority File: 7265153411805541700002